# تيمور كندي
تيمور كندي هي قرية في مقاطعة بارس أباد، إيران. عدد سكان هذه القرية هو 92 في سنة 2006.